# Arnaldo Antunes
Pour les articles homonymes, voir Antunes.
Arnaldo Antunes, né Arnaldo Augusto Nora Antunes Filho, le 2 septembre 1960 à São Paulo, est un poète, chanteur, producteur et auteur-compositeur brésilien.

## Biographie
Musicalement, il fit ses premiers pas au sein du groupe Aguilar e Banda Performática à la fin des années 1970. Pendant la décennie suivante, il fut le chanteur du groupe de rock Titãs. À partir de 1992, il entreprit une carrière solo. Il a collaboré également avec Marisa Monte et Carlinhos Brown au projet Tribalistas.

## Discographie

### En solo
Albums studio
- Nome (1993)
- Ninguém (1995)
- O Silêncio (1996)
- Um Som (1998)
- O Corpo (2000)
- Paradeiro (2001)
- Saiba (2004)
- Qualquer (2006)
- Iê Iê Iê (2009)
- Pequeno Cidadão (2009)

Albums live
- Ao Vivo no Estúdio (2007)
- Ao Vivo lá Em Casa (2010)
- Acústico MTV - Arnaldo Antunes (2012)

### Au sein desTitãs
Albums studio
- Titãs (1984)
- Televisão (1985)
- Cabeça Dinossauro (1986)
- Jesus Não Tem Dentes no País dos Banguelas (1987)
- Õ Blésq Blom (1989)
- Tudo ao Mesmo Tempo Agora (1991)

Album live
- Go Back (1988)

### Autres collaborations
- Tribalistas (2002) (avec Marisa Monte et Carlinhos Brown)
- Especial MTV - A Curva da Cintura (2011) (avec Edgard Scandurra et Toumani Diabaté)

## DVD
- Tribalistas (2002)
- Ao Vivo no Estúdio (2007)
- Ao Vivo lá em Casa (2010)

## Volumes de poésie
- Ou e (1983)
- Psia (1986)
- Tudos (1990)
- As Coisas (1992) (Prix Jabuti de Poésie en 1993)
- Nome (1993)
- 2 ou + Corpos no Mesmo Espaço (1997)
- Doble Duplo (2000)
- 40 Escritos (2000)
- Outro (2001)
- Palavra Desordem (2002)
- ET Eu Tu (2003)
- Antologia (2006)
- Frases do Tomé aos Três Anos (2006)
- Como É que Chama o Nome Disso (2006)
- Melhores Poemas (2010)
- n.d.a. (2010)
- Animais (2011)